# Sonate pour piano no 26 de Beethoven
Pour les articles homonymes, voir Sonate pour piano (homonymie).

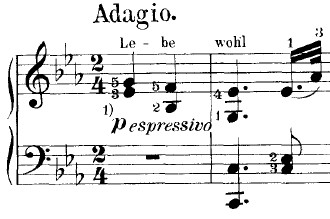
Le début de l’œuvre commence avec les syllabes Le-be-wohl marquées sur la partition.

La Sonate pour piano no 26 en mi bémol majeur, opus 81 a, de Ludwig van Beethoven, fut composée entre 1809 et 1810. Beethoven la dédia à son élève et ami l'archiduc Rodolphe d'Autriche, plus jeune frère de l'Empereur. Son sous-titre de sonate « Les Adieux » (en allemand Lebewohl) se réfère au départ de l'archiduc Rodolphe en 1809, contraint de quitter Vienne occupée avec sa famille à la suite de la guerre de Wagram.
Cette sonate, postérieure de deux ans à la Cinquième Symphonie, fut contemporaine du Cinquième Concerto pour piano et du Quatuor « Les Harpes ».
Le premier mouvement symbolise l'exil et les regrets. Il débute par l'égrenage lent de trois notes descendantes sous-titrées par le compositeur lui-même le-be-wohl (adieux). Après seize mesures débute allegro le thème principal, toujours construit sur le même motif rythmique de trois notes symbolisant le mot Lebewohl. 
Les deuxième et troisième mouvements, intitulés respectivement L'absence et Le retour ont été écrits peu après le retour de l'archiduc dans la capitale autrichienne. Le troisième mouvement est joyeux et expressif.

## Forme
La sonate comprend trois mouvements et son exécution dure environ vingt minutes :
1. Das Lebewohl (Les Adieux) : Adagio – Allegro (Mi b majeur)
2. Abwesenheit (L'Absence) : Andante espressivo (In gehender Bewegung, doch mit viel Ausdruck) (do mineur)
3. Das Wiedersehen (Le Retour) : Vivacissimamente (Im lebhaftesten Zeitmaße) (Mi b majeur)